# Drive (cançó de R.E.M.)
«Driver 8» és la cançó d'obertura de la banda de rock alternativa estatunidenca R.E.M. en el seu vuitè àlbum d'estudi Automatic for the People en 1992. Tanmateix no va ser tan reeixit com anteriors senzills «Losing My Religion», «Estand», o «The One I Love» als Estats Units, es va convertir en el segon hit més gran en el UK Singles Chart, arribant a l'onzè lloc de la llista. També va ascendir al lloc 28è al Billboard Hot 100. La cançó va ser número u al Modern Rock Tracks i número dos al Mainstream Rock Tracks.
Malgrat l'èxit i popularitat de la cançó, va quedar fora de la compilació de grans èxits de Warner Bros. Records In Time: The Best of R.E.M. 1988–2003. Així i tot, una versió en viu de la cançó va estar inclosa en l'edició especial de dos discos de In Time... amb rareses incloses, versions en viu, i B-sides. La versió presentada era la "funk version", que mai va ser gravada en estudi.
La cançó està inclosa en el DVD viu de 2003 Perfect Square, en el CD en viu/DVD de 2007 R.E.M. Live, i en el CD en viu de 2009 Live at The Olympia (i el seu DVD acompanyant This Is Not a Show). Aquesta es troba també "samplejada" a la cançó «Space Bound» d'Eminem del seu àlbum Recovery.
La cara-B «Winged Mammal Theme» és un re-working del "Batman Theme" originalment pretès per a aparèixer en la banda sonora de Batman Returns; la cançó al final no va ser inclosa en la pel·lícula.

## Inspiracions
El títol en si està derivat del suport de Stipe i R.E.M. per al qual finalment esdevindria al "Motor Voter Bill" i la lletra "Hey, kids, rock 'n' roll" és un homenatge a la cançó «Stop It» de Fellow Athens, grup de Geòrgia Pylon; Stipe també va dir que la cançó és un homenatge obvi a «Rock On» de David Essex," que presenta una línia similar.
"L'arranjament de Drive era, en part, inspirada en Queen," segons Scott Litt. "Pete I Mike són grans seguidors de Queen. Queen rècords, per a tot el seu impacte, sonats com si cada jugador tingués una personalitat."
Mike Mills ha dit "'Drive' li està dient als nois que es facin càrrec de les seves pròpies vides. [Pausa.] Entre altres coses." A Peter Buck: “és una cosa subtil, política. Michael específicament esmenta el terme ‘bush-whacked'. Però si la vols prendre com a ‘Estand', allò és bo, també. T'agrada creure que es pot apreciar aquestes cançons en qualsevol nivell si vols. Tinc molts registres, els escolto quan just estic fent els plats. Com Ride Records. Realment M'agrada molt Ride. I no tinc idea sobre el que tracten les cançons. I realment no m'importa. No, fins i tot ni em preocupo. Les lletres són l'última cosa que escolto, tret que algú estigui pegant-me al cap amb elles.”

## Videoclip
El vídeo de la cançó, dirigit per Peter Care, va ser filmat al llarg de dues nits a finalitats d'agost 1992 en el Sepulveda Dam en l'àrea de Sherman Oaks de Los Angeles.

## Cançons
Totes les cançons escrites per Bill Berry, Peter Buck, Mike Mills i Michael Stipe excepte les indicades.
US 7", Cassete i senzill en CD
1. «Drive» – 4:25
2. «Winged Mammal Theme» – 2:55

UK "Collector's Edition" CD senzill
1. «Drive» – 4:25
2. «It's a Free World Baby» – 5:11
3. «Winged Mammal Theme» – 2:55
4. «First We Take Manhattan» (Leonard Cohen) – 6:06

DE CD Maxi-senzill
1. «Drive» – 4:25
2. «World Leader Pretend» – 4:15
3. «Winged Mammal Theme» – 2:55

FR CD Maxi-senzill
1. «Drive» – 4:25
2. «World Leader Pretend» – 4:15
3. «First We Take Manhattan» – 6:06

UK and DE 7" casset i senzill
1. «Drive» – 4:25
2. «World Leader Pretend» – 4:15

## Posicionament
| Llistes (1992)                        | Posició |
| ------------------------------------- | ------- |
| Austràlia (ARIA Chart)                | 34      |
| Canadian Hot 100                      | 7       |
| Dutch Singles Chart                   | 13      |
| German Singles Chart                  | 13      |
| Irish Singles Chart                   | 4       |
| Swedish Singles Chart                 | 24      |
| UK Singles Chart                      | 11      |
| U.S. Billboard Hot 100                | 28      |
| U.S. Billboard Modern Rock Tracks     | 1       |
| U.S. Billboard Mainstream Rock Tracks | 2       |
| U.S. Billboard Top 40 Mainstream      | 23      |